# Candybar (snoep)

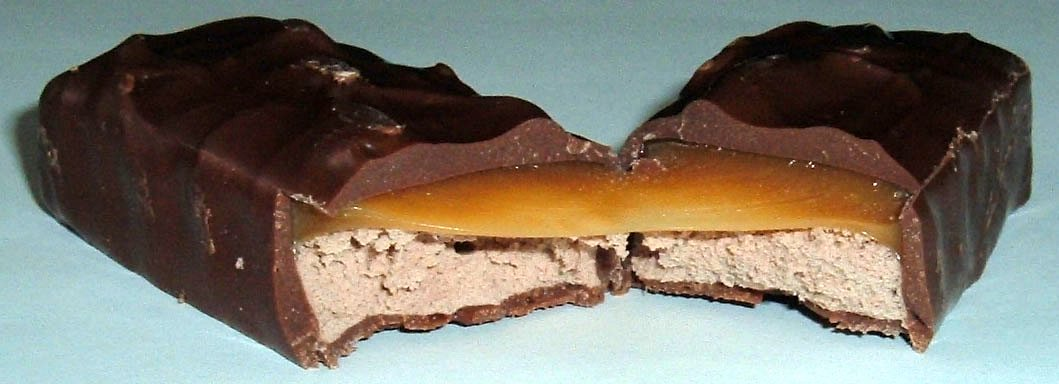
Een Mars, in tweeën gebroken

Een candybar (van het Amerikaans-Engelse candy bar) of snoepreep is een doorgaans met chocolade omhulde reep met een vulling van karamel, noga, pinda's, hazelnoten, biscuit, kokos, fruit of een combinatie hiervan. Het gewicht van een standaardreep is 45–65 gram. Als de reep met chocolade omhuld is, spreekt men ook wel van een gevulde chocoladereep.
De bekendste en populairste repen zijn afkomstig van 's werelds grootste voedingsmiddelenbedrijven Nestlé en Mars. Tot het assortiment van Nestlé behoren onder andere de merken Nuts, Bros, Kit-Kat en Lion. Het Mars-assortiment bestaat onder andere uit de merken Mars, Milky Way, Twix en Snickers.
Van verschillende merken zijn tevens snoep- en minivarianten en grote varianten (King Size) verkrijgbaar. Zo is er bijvoorbeeld het Marssnoepje (Mars Celebrations), de Mini-Mars en de King-Size Mars, die respectievelijk in gewicht afnemen en toenemen. Hoewel geen reep, worden M&M's, Smarties en soortgelijk snoepgoed vaak ook bij de categorie candybars ingedeeld. Van sommige candybars is er ook een ijsvariant uitgebracht.

## Merken
- 5th Avenue
- Almond Joy
- Baby Ruth
- Balisto
- Bounty (kokosrasp met melk- of pure chocolade, Bounty Ice Cream)
- Butterfinger
- Bros (luchtige chocoladereep met luchtbellen)
- Cha-Cha
- Crunch
- Hershey's
- KitKat, KitKat Chunky, KitKat Chunky White, KitKat Chunky Peanut Butter, KitKat dark
- Lion
- Mars, Mars Delight, Mars King Size, Mars Ice Cream
- Milky Way, Milky Way Ice Cream, Milky Way Crispy Rolls
- Nuts (hazelnoten met melkchocolade)
- Reese's
- Rolo (geen reep, maar in een rolletje verpakte cups)
- Snickers, Snickers Cruncher, Snickers 'The Big One', Snickers Ice Cream
- Sundy
- Twix, Twix Ice Cream